# Zelení (2006–2017)
Zelení (používající zkratku Z, někdy též „ph Z“) bylo malé české levicově-zelené politické hnutí, které se odštěpilo ze Strany zelených na podzim 2005 poté, co v ní převládl proud nového předsedy Martina Bursíka nad příznivci Jakuba Patočky (který ze SZ vystoupil) a bývalého předsedy Jana Beránka (který v ní zůstal, ale neangažuje se). Od roku 2010 nevyvíjí velkou aktivitu. V roce 2016 rozhodl nejvyšší správní soud o pozastavení činnosti hnutí a v lednu roku 2017 hnutí samo rozhodlo o svém rozpuštění.
Hnutí se hlásilo k dlouhodobému politickému programu původně schválenému sjezdem Strany zelených v září 2003 Vize ekologické demokracie. Zelení tvrdili, že nové vedení SZ se od něj „svými projevy a zejména svým jednáním zřetelně odklání“, a kritizovali ji za údajné opuštění zelené politiky a kompromisy, vrcholící účastí ve vládní koalici s pravicovou ODS. Zelení měli ve znaku slunečnici, kterou používá jako symbol i frakce Zelených v Evropském parlamentu, a také se hlásilo k programu evropských Zelených.

## Historie
Přípravný výbor byl založen 25. září 2005, bezprostředně po sjezdu SZ. Ministerstvo vnitra České republiky zaregistrovalo hnutí Zelení 23. ledna 2006 pod číslem registrace VS-300/SDR/1-2006, Ustavující sjezd se konal 11. března 2006.
Prvním předsedou byl zvolen Milan Štěpánský, dalším Milan Smrž. Posledním předsedou Zelených byl Marek Elexa.
Hnutí Zelení v parlamentních volbách v červnu 2006 nekandidovalo (Jakub Patočka tehdy podpořil ČSSD). V senátních volbách v říjnu 2006 kandidovala ve volebním obvodě 26 (zejména Praha 2 a Praha 3) za Zelené bývalá poslankyně (bezpartijní za US-DEU) Táňa Fischerová. Mezi 12 kandidáty postoupila do druhého kola, kde ji porazila Daniela Filipiová (ODS). Ve druhém kole vydali Zelení doporučení volit „proti hrozbě jednobarevného Senátu“, tj. protikandidáty ODS „spíše“ s výjimkou tří z KSČM, a v obvodě Zlín, jediném, kde ODS nepostoupila do 2. kola, Janu Juřenčákovou (Nezávislí starostové pro kraj) proti kandidátovi KDU-ČSL.
V obecních volbách 2006 kandidovali Zelení v Olomouci v koalici se Stranou pro otevřenou společnost a SNK ED; lídrem Zelených byl Michal Schwarz. Koalice, kterou podpořili olomoucký senátor a akademik Josef Jařab a první porevoluční primátor města, politolog Milan Hořínek, získala 4,96 % hlasů a do zastupitelstva se tak nedostala. Předstihla ji Strana zelených, jejíž lídr Martin Tichý v kampani obvinil Zelené ze zneužití jména strany.
V senátních volbách na podzim roku 2008 podpořilo politické hnutí Zelení obhajujícího senátora, studentského vůdce z roku 1989 Martina Mejstříka (nezávislý) ve volebním obvodu č. 27. Martin Mejstřík kandidoval za koalici složenou z Unie svobody, politického hnutí Zelení a Koruny české. V tomto obvodě postavilo několik dalších politických stran „nezávislého“ kandidáta (ODS – Zdeněk Schwarz, KDU-ČSL – Pavel Klener, Věci veřejné – Martin Stránský, Strana zelených – Michael Kocáb, ČSSD – Blanka Haindlová), zvolen byl kandidát ODS.
Ve volbách do Evropského parlamentu, které se konaly 5.–6. 6. 2009, postavilo politické hnutí Zelení kandidátku ve složení Neela Winkelmannová roz. Heyrovská – ekoložka, Milan Smrž – chemik, Martin Mejstřík – publicista, Alois Mach – ekolog, Marek Elexa – podnikatel a Mojmír Koščo – ekozemědělec. Předvolební průzkum agentury SC&C pro Českou televizi zveřejněný 26. 5. 2009 dával politickému hnutí Zelení s 1,2 % větší šance než Demokratické straně zelených (0,9 %). V průzkumu agentury SC&C pro Českou televizi k nápaditosti volební kampaně zveřejněném 6. 6. 2009 obsadilo politické hnutí Zelení 5.–7. místo spolu s KDU-ČSL a Solidaritou, přičemž na prvních čtyřech místech bodovaly parlamentní strany. Zelení nakonec získali 0,15 % hlasů a těsně porazili Balbínovu poetickou stranu.
Začátkem roku 2011 vznikl z iniciativy Mariana Páleníka (dříve SZ) klub Zelených v Ústeckém kraji.